# Основна музичка школа „Маркос Португал” Добој
Основна музичка школа „Маркос Португал” једна је од основних школа у Добоју. Налази се у улици Видовданска бб. Име је добила по Маркосу Португалу, бразилском композитору класичне музике португалског порекла који је постигао велику међународну славу својим операма.

## Историја
Основна музичка школа је почела са радом 1994—1995. у саставу Основне школе „Свети Сава”. Имала је одсјеке за клавир и хармонику на којима се школовало двадесет ученика. Годину дана касније се преселила у простор бивше Трговачке школе, а 2001. је постала самостална основна школа. Године 1999. је основан Одсјек за гитару, а 2002. Одсјек за виолину. Сљедеће године објекат школе је реконструисан и дограђен због повећаног броја одсјека и ученика. Године 2018—2019. је бројала 165 ученика, а настава се одвијала на четири одсјека за клавир, гитару, виолину и хармонику. Данас садрже одсјеке клавир, гитара, виолина и хармоника. Ученици се уписују у припремни, па у први разред. Основно музичко образовање траје шест година. У припремни разред се уписују ученици другог и трећег разреда основне школе, а у први ученици четвртог разреда основне школе. За ученике се организује мали пријемни испит који се односи на испитивање слуха. Закључно са мајом 2023. представници школе су освојили педесет и једну награду на републичком и међународним такмичењима од чега је тридесет и једна прва награда, седамнаест других, две треће и једна специјална награда. Године 2010. су добили општинске награде за постигнуте резултате у области музичког образовања младих и представљање града од општине Добој. Освојили су треће мјесто на такмичењу „Свјетски трофеј” у Кини, у организацији Свјетске конфедерације хармоникаша, у категорији класичне музике узраста до дванаест година 31. децембра 2022.

## Културни догађаји
Основна музичка школа „Маркос Португал” је организатор бројних културних догађаја, а њени ученици наступају редовно на бројним културним и хуманитарним догађајима на нивоу града Добоја.
| Датум                   | Назив                                                                                      |
| ----------------------- | ------------------------------------------------------------------------------------------ |
| 21. децембар 2023.      | Полугодишњи концерт ученика школе                                                          |
| 22. август 2023.        | Завршни концерт Љетње школе музике                                                         |
| 2. јун 2023.            | Годишњи концерт ученика школе                                                              |
| 27. мај 2023.           | Годишњи концерт                                                                            |
| 18. мај 2023.           | Музички концерт „Хрватска вокална лирика”                                                  |
| 7. март 2020.           | Организација такмичења музичких школа                                                      |
| 28. мај 2019.           | Промотивни концерт за ученике других основних школа у Центру за културу и образовање Добој |
| 29. март—6. април 2017. | Концерти „Срцем за Софију”                                                                 |